# Campeonato Sergipano de Futebol de 1927
O Campeonato Sergipano de Futebol de 1927 foi a 7º edição da divisão principal do campeonato estadual de Sergipe. O campeão foi o Sergipe que conquistou seu 3º título na história da competição.

## Premiação
| Campeonato Sergipano de 1927 |
| Aracaju                      |
| ---------------------------- |
| Sergipe Campeão (3º título)  |